# Krantenwijk

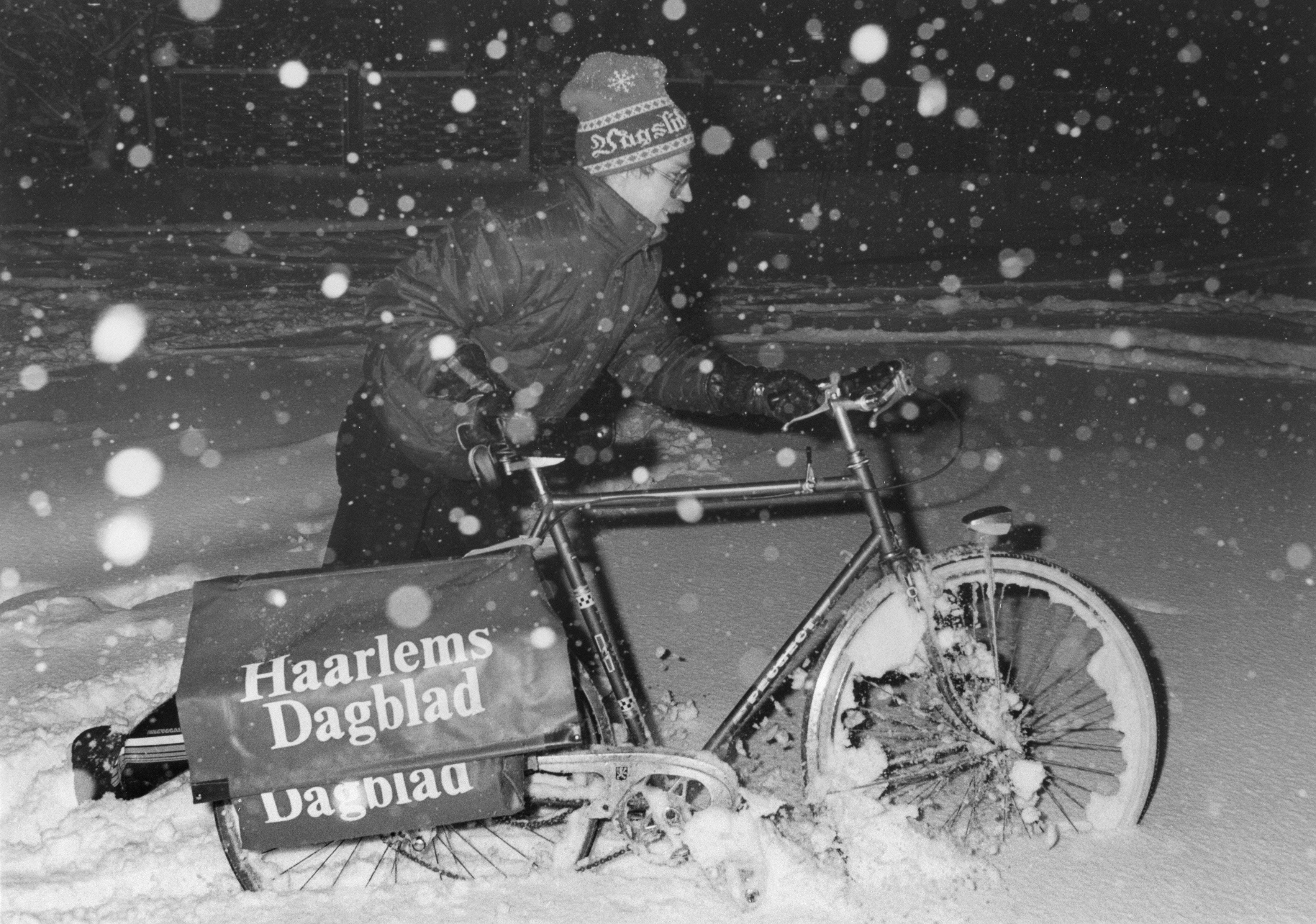
Krantenbezorger in de sneeuw aan het werk.

Een krantenwijk is de benaming voor het bezorgen van kranten in een wijk waarmee de bezorger geld kan verdienen. Jongeren nemen een krantenwijk als aanvulling op hun zakgeld. De tijdsinspanning per dag is beperkt tussen één- en anderhalf uur. Iemand die een krantenwijk heeft noem je een krantenbezorger.
Uit onderzoek blijkt dat een krantenwijk geen negatieve invloed heeft op de schoolprestaties.
Tijdens de laatste dagen van het jaar haalt men als dertiende maand een eindejaarsfooi op.
Reclamebezorgers hebben een folderwijk, tijdschriftenbezorgers een tijdschriftwijk.

## Werktijden
In Nederland mag men ochtendkranten bezorgen vanaf 15 jaar. Een bezorger jonger dan 18 jaar mag echter geen kranten bezorgen tussen 19.00 en 6.00 uur. Aangezien de uitgever van de bezorgers eist dat zij hun krantenwijk voor 7.00 uur voltooid hebben, hebben jonge krantenbezorgers slechts een uur de tijd om van het verdeelpunt naar hun wijk te fietsen en de kranten te bezorgen. Dat betekent dat jonge bezorgers gedwongen zijn om in een zeer hoog tempo te werken, zeker als ze een grote wijk hebben of een wijk die ver van het verdeelpunt af ligt.